# Neostorena torosa
Neostorena torosa är en spindelart som först beskrevs av Simon 1908.  Neostorena torosa ingår i släktet Neostorena och familjen Zodariidae.
Artens utbredningsområde är Western Australia. Inga underarter finns listade i Catalogue of Life.